# Іштван Буріан
Іштван Буріан (угор. Rajeci gróf Burián István, нім. Stephan Baron Burián von Rajecz; *16 січня 1851, Штампф, Королівство Угорщина, Австрійська імперія — †20 жовтня 1922, Відень, Австрія) — австро-угорський дипломат і державний діяч.

## Біографія

### Кар'єра
Народився в Штампфене (нині Словаччина) в аристократичній угорській родині. Після закінчення Дипломатичної академії перебував на консульській службі, працював, в тому числі, в австрійському генеральному консульстві в Москві, потім перейшов на дипломатичну службу. У 1887-1895 — посол в Софії, в 1896-1897 — посол в Вюртемберзі, в 1897-1903 — посол в Афінах. Вважався експертом по Балканам. У 1900 йому було присвоєно титул барона, в 1918 — графа.
У 1903 призначений імператором Францем-Йосипом міністром фінансів (зберігав цей пост до 1912). У 1913-1915 — повноважний міністр при королі Угорщини (один з титулів Франца-Йосифа), фактично здійснював зв'язок між центральною владою в Відні і урядом Угорщини в Будапешті.
У 1915 обійняв посаду міністра закордонних справ, однак наприкінці 1916 зі сходженням на трон імператора Карла I був заміщений Оттокаром Черніним і повернувся до виконання обов'язків міністра фінансів.

### Перша світова війна
Ще на початку 1914 Буріан висловився з приводу напруженості в австро-російської дипломатії: на його думку, якби Австро-Угорщина дала Росії гарантію з приводу свого невтручання в польсько-українські справи в Галичині і не підтримувала б їх сепаратизму, то у Росії не було б причин налаштовувати балканські країни проти Австро-Угорщини. Крім того, в ході переговорів з Італією про її вступ у війну, Буріан намагався якомога довше утримати її від цього кроку, зберігши, при цьому, територіальну цілісність Австрії (Італії передбачалося передати Трентіно).
В ході Берлінської конференції з питань Польщі (11-13 серпня 1915) наполягав на розширенні ролі Австрії в управлінні окупованими областями Польщі. Намагався також проводити гнучку політику щодо Німеччини і уникати її тиску. У вересні 1918 звернувся з меморандумом до всіх націй, пропонуючи завершити війну дипломатичним шляхом.
Після закінчення війни піддавався за свою позицію нападкам з боку німецьких військових, в тому числі Еріха Людендорфа. Жив у Відні, займався написанням мемуарів (вийшли після його смерті).

## Нагороди
- Королівський угорський орден Святого Стефана (1910)
- Кавалер Ордена Золотого руна (1918)